# Het beest (film)
Het beest is een Nederlandse speelfilm uit 1982 van Paul Collet met in de hoofdrol Willem Ruis.

## Verhaal
Harry Melchior werkt bij een investeringsmaatschappij en heeft een rijk gezinsleven, tot hij erachter komt dat hij zijn fiat heeft gegeven aan een project waarbij het huis van zijn moeder moet worden gesloopt. Melchior probeert koste wat kost te voorkomen dat het plan doorgang krijgt, maar wordt hierin tegengewerkt door zijn baas Karlsen. Na een bezetting van het huis, wordt hij veroordeeld tot een gevangenisstraf en raakt zijn baan kwijt.
Als zijn moeder, kort na de gedwongen verhuizing naar een verzorgingshuis, overlijdt, slaan bij Melchior alle stoppen door. Hij neemt wraak op zijn voormalige collega's, door ze tijdens een jachtpartij in de val te lokken en af te slachten met een machinegeweer. Na deze daad slaat Melchior op de vlucht en er begint een klopjacht op hem. Hij besluit, na een ontmoeting met de maîtresse van Karlsen, die hij eerder heeft uitgescholden, zich over te geven aan de politie.

## Rolverdeling
| Acteur            | Personage          |
| ----------------- | ------------------ |
| Willem Ruis       | Harry Melchior     |
| Hedie Meyling     | Lenie Melchior     |
| Anouk Collet      | Bibi Melchior      |
| Cara van Wersch   | moeder             |
| Ward de Ravet     | Karlsen            |
| Josée Ruiter      | Martine            |
| Bert André        | onderzoeksrechter  |
| Freya Ligtenberg  | Eveline            |
| Alex van Haecke   | toeschouwer        |
| Wim Langeraert    | commando           |
| Pol Goossen       | inspecteur         |
| Harry Kümel       | man op snelweg     |
| Ivo Pauwels       | Charles            |
| Filip van Flem    | Harry (6 jaar oud) |
| Elise Nabar       | meisje in casino   |
| Marpessa Henninck | meisje in casino   |
| Emanuela van Laar | meisje in casino   |
| Akkemay           |                    |

## Achtergrond

### Productie
Begin jaren 80 besloot Willem Ruis, die op dat moment volop furore maakte als radio- en televisiepresentator, ook zijn sporen te gaan verdienen als acteur. Ruis, die niet bekend stond om zijn zelfkritiek, kreeg diverse kleinere rollen aangeboden maar ambieerde eigenlijk een hoofdrol in een grote Nederlandse film.
Paul Collet was een Vlaamse filmregisseur die, in samenwerking met Pierre Drouot, in de jaren 60 en 70 furore maakte met een vijftal baanbrekende cultfilms. Sinds het stopzetten van samenwerking, in 1975, was het hem nog niet gelukt een nieuw project te starten. Collet vroeg Ruis om de hoofdrol te spelen in de door hem geschreven thriller Het beest, in de hoop een doorbraak te kunnen forceren naar een groter publiek.
De samenwerking tussen Ruis en Collet verliep stroef. Ruis begon zich steeds meer te realiseren dat Het beest niet de grote Nederlandse film was waarop hij had gewacht, maar meer een kleine filmhuis-productie. Na afronding van de oorspronkelijke opnames bedong Ruis, met mede-financier John de Mol dat er nog nieuwe scènes geschoten zouden worden en dat de film opnieuw gemonteerd zou worden voor de Nederlandse markt, waarbij de nadruk meer kwam te liggen op de actiescènes en minder op Collets oorspronkelijke, psychologische verhaal.

### Distributie
Nadat de film in 1982 uit de bioscoop was verdwenen, werd de Nederlandse versie van de film door Video Screen uitgebracht op VHS, Betamax en Laserdisc. In 1987 werd de film slechts eenmalig vertoond op de Vlaamse televisie. In 2003 werden enkele scènes en een interview, gedraaid tijdens de opnames, opgenomen in een oeuvre-dvd over Ruis. Deze fragmenten kwamen voor een groot deel van een filmtransfer van de oorspronkelijke Vlaamse versie van Collet, die zich in slechte staat bevond. Deze matige transfer zou in 2004 officieel in kleine oplage op dvd verschijnen. Op 18 juli 2025 werd de film nog een keer uitgezonden op de Belgische televisie zender Eclips TV.

## Ontvangst
Ondanks de grote populariteit van Ruis trok de film slechts een handjevol bezoekers en was deze al snel weer verdwenen uit de bioscoop. Collet zou zich hierop voor jaren terugtrekken uit de filmwereld, om in 1993 nog slechts eenmaal terug te keren met, het eveneens geflopte, Close. Voor Ruis, die in 1986 overleed, zou het de enige officiële acteerprestatie blijven. Wel zou hij nog diverse toneelstukjes integreren in zijn televisieshows.

## Trivia
- De rol van Bibi, de dochter van Harry Melchior, werd vertolkt door Anouk Collet, de dochter van regisseur Paul Collet.
- In de film is in diverse fragmenten sluikreclame te zien van allerlei sponsoren van de film, zoals Sony en Black & Decker.